# Переложное земледелие
Перело́жное земледе́лие (также подсечно-переложное земледелие) — экстенсивная система земледелия, при которой участок земли используется, пока он плодороден; после истощения почвы земледельцы переходят на новое место, оставляя прежний участок без обработки для восстановления почвы за счёт природной растительности (так называемый перелог).
Расчистка нового участка земли обычно производится с помощью сжигания травы или леса (в этом случае система земледелия называется подсечно-огневой), сжигание растительности обогащает почву азотом. Переложное земледелие распространено в тропических регионах с неглубокой, но плодородной почвой. Восстановление почвы  в тропиках в условиях большого количества осадков может потребовать десятилетий из-за эрозии.